# Takuto Inoue
Takuto Inoue (en japonés: 井上拓斗, Inoue Takuto; 26 de febrero de 1995) es un deportista japonés que compite en bádminton. En los Juegos Asiáticos de 2018 consiguió una medalla de bronce en la prueba de equipo.

## Palmarés internacional
| Juegos Asiáticos | Juegos Asiáticos    | Juegos Asiáticos  | Juegos Asiáticos |
| Año              | Lugar               | Medalla           | Prueba           |
| ---------------- | ------------------- | ----------------- | ---------------- |
| 2018             | Yakarta (Indonesia) | Medalla de bronce | Equipo           |